# Gouvernorat du Akkar
Pour les articles homonymes, voir Akkar.
Le gouvernorat du Akkar (en arabe : محافظة عكار) est un région administrative à l'extrême nord du Liban, limitrophe de la Syrie et bordé à l’ouest par la mer Méditerranée. Il est constitué d'un seul district : le district du Akkar.
D'une superficie de 788 km2, il est le quatrième moins vaste des neufs gouvernorats du Liban et est constitué d'un unique district : le district du Akkar. Il est peuplé principalement de sunnites et de grecs-orthodoxes.
Sa population s'élevait à 388 899 habitants en 2016, ce qui en faisait la sixième région la plus peuplée et le troisième le plus densément peuplée (495 hab./km2).
Son chef-lieu est Halba.

## Toponymie
Le nom du gouvernorat est l'héritage du nom du district qu'il recouvre: le district éponyme du Akkar. Le nom Akkar est issu du nom arabe la forteresse de Gibelacar: littéralement Gibel (mont) Acar (Akkar), et qui a aussi donné son nom à la montagne Akkar mais aussi au village d'Akkar al-Atika.
Traditionnellement, on prête l'origine du nom Akkar au nom du fondateur de la forteresse de Akkar, Muhriz ibn Akkar, et qui l'aurait fondé vers l'an mille.

## Géographie

### Situation
La région est située à l'extrême nord du Liban. Elle est limitrophe des gouvernorats du Liban-Nord au sud et de Baalbeck-Hermel à l'est.
La fondation du gouvernorat résulte de la séparation du district du Akkar du gouvernorat du Liban-Nord, devenu autonome à la suite de la promulgation de la loi 522 le 16 juillet 2003. En 2014, le premier gouverneur a été nommé en la personne Imad Labaki mais la transformation reste encore incomplète en 2017.
La région s'étend sur 788 km2, elle est le quatrième moins vaste des neufs gouvernorats du Liban (avec 7,5% du territoire libanais).
Le gouvernorat est divisé en un seul district qui recouvre son entièreté : le district du Akkar. Les habitants du Akkar sont les Akkariotes.

## Présentation
La région a été gouvernée pendant les 800 ans passés par les émirs de la famille kurde « Sayfa » ayant gouverné jusqu'au milieu du XVIIe siècle suivis par les « begs » de la famille « Merheb » qui étaient les propriétaires de la majorité des terrains du Akkar, à l'exception de la partie nord, gouvernée par les « aghas » de la famille Al Dandachi.
Le district se caractérise par la présence d'une large plaine côtière, surplombé de haute montagne à l'est. Les principales villes du Akkar sont : Halba (le centre administratif du gouvernorat), Kobayat (Quobayet), Bebnine (plus grande commune du gouvernorat), El-Biré (connue historiquement par « birat al hokm » où on trouve le château de la famille Merheb).
Akkar possède d'importants sites archéologiques arabes et surtout romains. Près de Miniara se trouve un site archéologique célèbre qui s'appelle Tell Arqa du lieu de naissance de l'empereur romain Sévère Alexandre en 208, sur la colline d'Arqa près de la localité de Miniara.

## Démographie
D'un point de vue confessionnel, la population du district du Akkar est composée principalement de sunnites et de grecs-orthodoxes. Les maronites sont la deuxième plus grande communauté chrétienne. Les Alaouites sont aussi présents en grand nombre. Il y a aussi une petite communauté Melkite qui vit dans le caza. Au parlement libanais le district est représentés par 7 députés dont, 2 grecs orthodoxes, 1 maronite, 3 sunnites et 1 alaouite.
Le camp de réfugiés palestiniens de Nahr al-Bared, abritant l'organisation islamiste Fatah al-Islam défait par l'Armée Libanaise lors du conflit de mai 2007, a été détruit à la suite de cet affrontement.

### Crise syrienne et conséquence dans le Akkar
Le district du Akkar est l’un des plus pauvres du Liban: 63 % de sa population vit aujourd’hui en dessous du seuil de pauvreté.
La crise syrienne survenue début 2011 a poussé de nombreuses familles syriennes à se réfugier dans cette région; en 2015, leur nombre s'élevait à 106 935 personnes, regroupés en 26 747 foyers, et qui s'ajoutent aux 19 404 réfugiés palestiniens essentiellement localisés au camp de Naher El Bared . On estime que le tier de la population du gouvernorat est d'origine réfugiée.
Selon l’UNHCR 195 villages du Akkar accueillent aujourd’hui des réfugiés syriens (sur les 280 villages environ que compte le district). L’arrivée des réfugiés syriens a eu un impact direct sur le niveau dans le Akkar. Les prix des biens, en particulier de la nourriture, ont augmenté à la suite de la diminution des échanges avec la Syrie et de l'augmentation de la population. Parmi les défis que rencontrent les municipalités locales les plus importants sont l’accès à l’eau, à l’électricité, au logement et à l’éducation, la gestion des déchets et des eaux usées.
L’hospitalité et la générosité des populations locales ont été pour ceux-ci la première source de soutien à leur arrivée, mais celles-ci se sont usées avec le temps laissant place à certaines tensions en partie dues au fait que la majorité des organisations humanitaires apporte aujourd'hui de l’aide uniquement aux réfugiés, négligeant les populations libanaises dans cette région pauvre.

## Répartition confessionnelle des électeurs
http://elnashra.com/elections/vote
https://www.almanar.com.lb/9564502
| Confessions          | Pourcentage (2022) | Pourcentage (2005) |
| Chrétiens (total)    | 24,98 %            | 32,11 %            |
| -------------------- | ------------------ | ------------------ |
| Arméniens-orthodoxes | 0,02 %             | - %                |
| Grecs-orthodoxes     | 13,86 %            | 17,40 %            |
| Maronites            | 10,24 %            | 13,27 %            |
| Grecs-catholiques    | 0,60 %             | 1,05 %             |
| Autres chrétiens     | 0,25 %             | 0,39 %             |
| Musulmans (total)    | 75,01 %            | 67,89 %            |
| Sunnites             | 68,86 %            | 62,26 %            |
| Chiites              | 1,04 %             | 0,90 %             |
| Alaouites            | 5,10 %             | 4,73 %             |
| Druze (total)        | 0 %                | 0,00 %             |